# ريك رودريغيز
ريك رودريغيز (بالإنجليزية: Rick Rodriguez)‏ هو لاعب كرة قاعدة أمريكي، ولد في 21 سبتمبر 1960 في أوكلاند في الولايات المتحدة.

## وصلات خارجية
- ريك رودريغيز على موقعبيزبول رفرنس.كوم (الدوري الرئيسي) (الإنجليزية)
- ريك رودريغيز على موقعبيزبول رفرنس.كوم (الدوري الثانوي) (الإنجليزية)